# Acanthomyrmex dusun
Acanthomyrmex dusun (лат.) — вид муравьёв (Formicidae) рода Acanthomyrmex из подсемейства Myrmicinae. Встречаются в Юго-Восточной Азии: остров Борнео (Саравак).

## Описание
Мелкие муравьи (менее 5 мм) с большеголовыми солдатами (крупными рабочими). Тело красновато-коричневое. От близких видов отличается следующими признаками: петиоль без длинных шипиков, голова без бороздок. Передний край наличника с медиальным выступом. Дорсальная поверхность постпетиолюса и брюшка волосатая. Мелкие овальные ямки разбросаны на верхней стороне головы, несколько крупнее и плотнее у скапуса. С более чётко очерченным усиковыми бороздками, чем у любого другого исследованного Acanthomyrmex. Головная впадина хорошо развита, с заметной медиальной бороздой, простирающейся под ней до лобной области. Темнопигментированная медиальная полоса на голове длинная, уходит в углубление. Промеры мелких рабочих: длина головы (HL) — 1,9 мм, ширина головы (HW) — около 2,0 мм, отношение ширины головы к её длине (HW/HL x 100 = CI) — 100; длина скапуса (SL) — 0,95 мм, индекс скапуса (отношение длины скапуса к ширине головы; SI) — менее 48. Усики 12-члениковые, булава состоит из 3 сегментов. Вид был впервые описан в 1919 году американским мирмекологом Уильямом Уилером и включён в состав видовой группы luciolae.

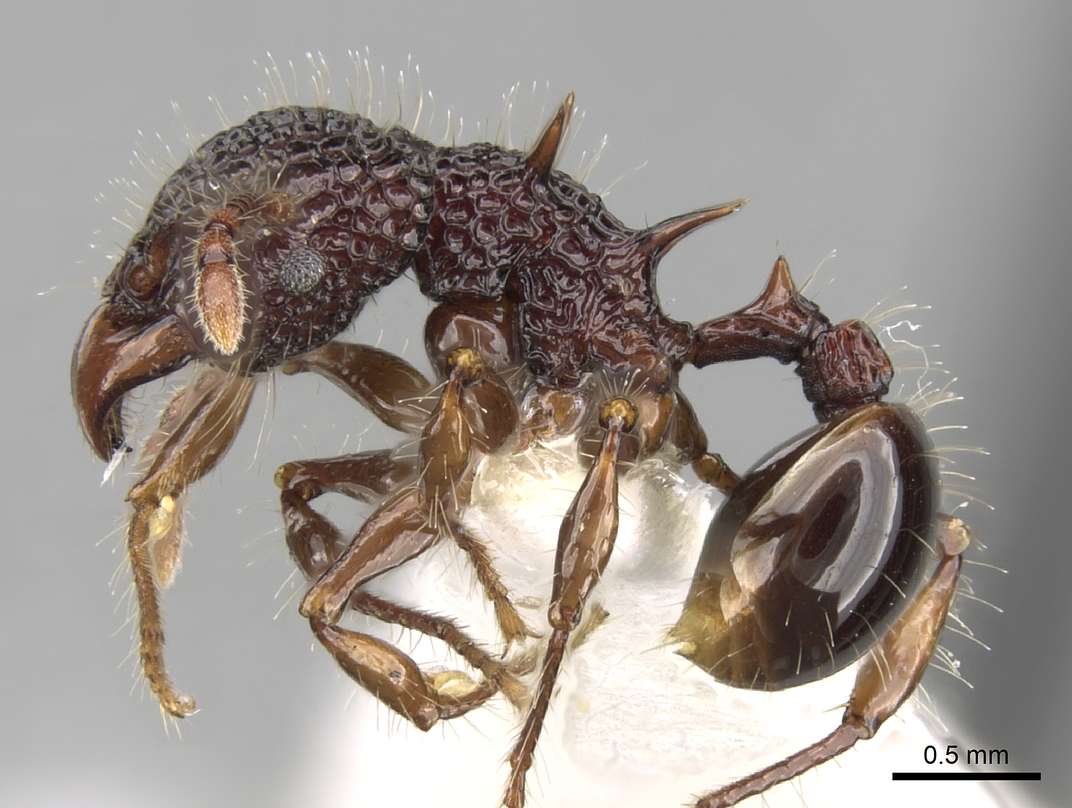
Рабочий